# Bacitracine
La bacitracine est un mélange de polypeptides produits par Bacillus subtilis. La bacitracine est un antibiotique qui agit sur la paroi bactérienne.

## Applications
Du fait de sa toxicité lors d'une prise orale, la bacitracine n'est utilisée qu'en application locale ou en laboratoire de bactériologie pour identifier un streptocoque du groupe A (germe particulièrement sensible à la bacitracine).

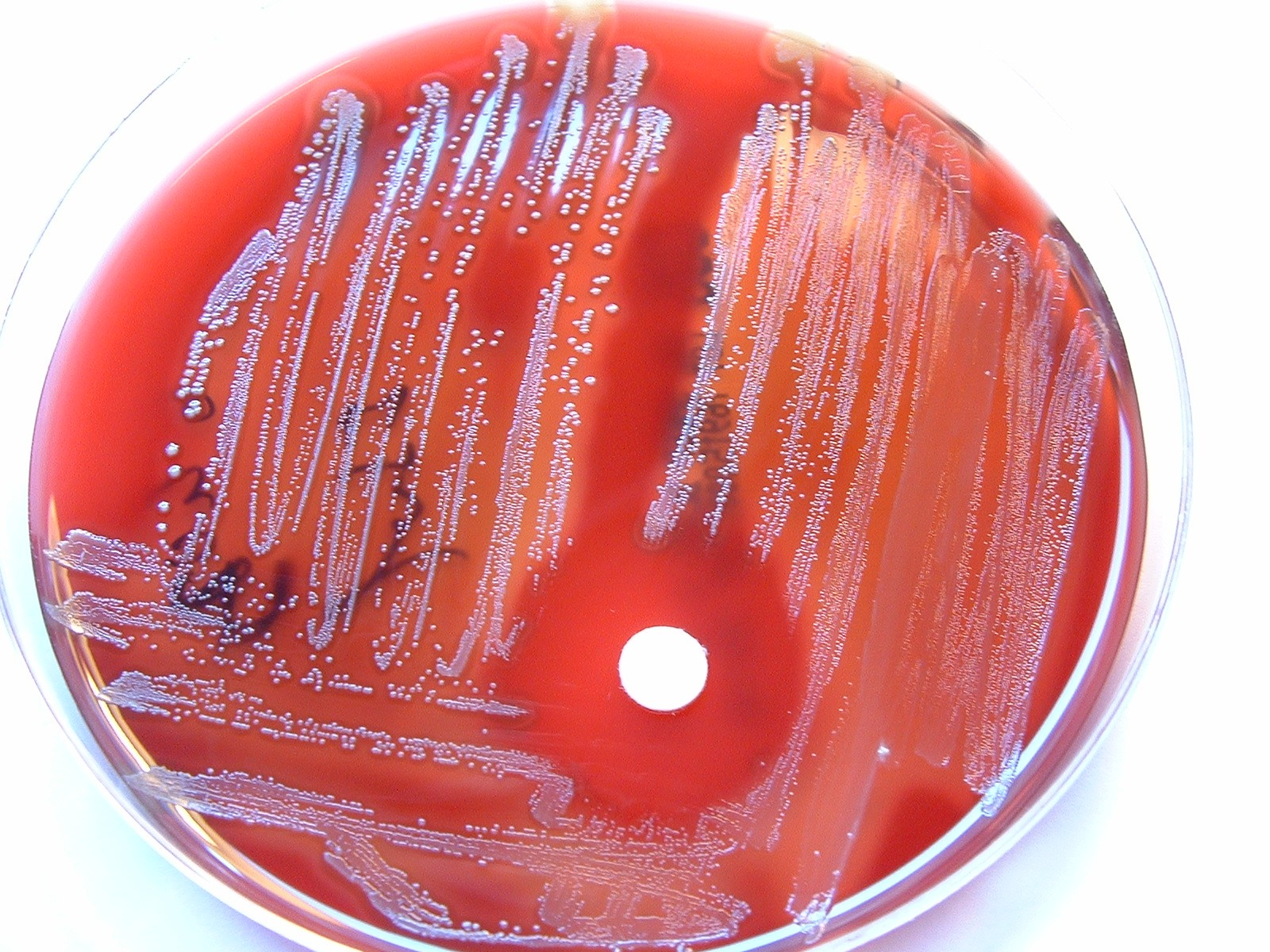
Test à la bacitracine.